# Abrostola juncta
Abrostola juncta là một loài bướm đêm trong họ Noctuidae.